# Wanasari (Cipunagara)
Wanasari is een bestuurslaag in het regentschap Subang van de provincie West-Java, Indonesië. Wanasari telt 4547 inwoners (volkstelling 2010).